# NGC 1383
NGC 1383 este o galaxie lenticulară situată în constelația Eridanul. A fost descoperită în 11 decembrie 1835 de către John Herschel. Se află la o distanță de 35,32 de megaparseci de Pământ.